# Валентін Робу
Валентін Робу (17 січня 1967) — румунський академічний веслувальник.
Срібний призер Олімпійських Ігор 1988 (розпашні четвірки зі стерновим), 1992 (вісімки) років, учасник 1996, 2000 років.
Чемпіон світу 1989, 1994 років у складі розпашної четвірки зі стерновим, срібний призер 1991 (розпашні четвірки зі стерновим), 1993, 1997 років у складі вісімки, бронзовий призер 1994 (вісімки), 1998 (вісімки), 1999 (розпашні четвірки зі стерновим) років.